# Juicio de Hacienda (Chile)
En Chile, el juicio de hacienda es aquel procedimiento judicial en que tiene interés el Fisco, cuyo conocimiento se materializa en los tribunales de justicia ordinarios. Este se haya reglamentado en el Título XVI del Libro III del Código de Procedimiento Civil entre los artículos 748 al 752.
Por Fisco se debe entender el ente investido de personalidad jurídica para que represente al Estado en el ejercicio de los derechos patrimoniales que a éste le competen: Erario y Tesoro Público.
El que el Fisco tenga interés significa que éste forma parte en el juicio correspondiente, sin perjuicio de que existen juicios en que el Fisco no tiene interés pero sí es parte; por ejemplo, juicio de partición de bienes, juicio sobre cuentas fiscales, etc. Por lo tanto, son dos los requisitos copulativos que deben concurrir para que se forme el juicio de hacienda; que el Fisco tenga interés y que el juicio corresponda a un tribunal de justicia ordinario, asiento de Corte.

## Historia
Con la independencia y la formación de la República de Chile, surgió la necesidad de estructurar un sistema judicial que atendiera los intereses fiscales del nuevo Estado. En 1814, se nombró al primer Secretario de Hacienda, José María Villarreal Osorio, marcando el inicio de una administración fiscal organizada.
La Ley de 24 de enero de 1883, publicada en el Diario Oficial N° 1737, creó el Servicio de Tesorerías Fiscales y estableció en su artículo 31 que los tesoreros tendrían la representación judicial y extrajudicial del Fisco en los asuntos de su competencia. Esta disposición surgió durante la discusión del proyecto de ley de 20 de enero de 1883, que buscaba crear la Dirección del Tesoro. La justificación de esta medida se basaba en que los tesoreros, al estar directamente involucrados en la administración de los caudales públicos, estaban mejor informados sobre los hechos relevantes en los juicios fiscales que el Ministerio Público. Por lo tanto, se consideró que su representación sería más efectiva en asuntos de hechos, mientras que en cuestiones de derecho, el Ministerio Público intervendría como auxiliar, asegurando una defensa integral de los intereses fiscales.
La aplicación de la Ley de 24 de enero de 1883, que otorgaba a los tesoreros fiscales la representación judicial y extrajudicial del Fisco en ciertos asuntos, generó controversias significativas. Un caso emblemático fue el proceso civil seguido ante el Juzgado de Letras de Valparaíso, donde el Fisco, representado por el Tesorero Fiscal, solicitó invalidar una sentencia previa en la que la sucesión de don Josué Waddington había demandado al Fisco por la reivindicación de un inmueble. En este nuevo juicio, la defensa estatal fue asumida por el promotor fiscal, argumentando que, al tratarse de una materia relacionada con bienes raíces, correspondía al tesorero la representación del Fisco, lo que implicaba la nulidad de la sentencia anterior.
La discusión central en este proceso se enfocó en determinar quién debía representar al Fisco en los juicios iniciados por o contra él, a partir de la vigencia del artículo 31 de la mencionada ley. La postura fiscal sostenía que los tesoreros tenían la representación en todos los actos relacionados con bienes raíces, basándose en el artículo 31 de la ley de 20 de enero de 1883. Sin embargo, tanto el fallo de primera instancia, que rechazó la demanda del Fisco, como el informe del fiscal de la Corte Suprema, coincidieron en que el promotor fiscal era el representante del Fisco en asuntos donde este no tuviera un representante especial designado por ley, y que en los juicios de reivindicación de propiedades, el Fisco no contaba con tal representante.
La Corte Suprema confirmó esta sentencia, enfatizando que la Ley de 1883 no pretendía extender la representación judicial de los tesoreros a pleitos derivados de actos no comprendidos en los servicios que dicha ley reglamentaba. Este fallo subrayó la necesidad de una organización más clara y efectiva de la defensa judicial del Estado, especialmente ante el aumento de procesos relacionados con la propiedad fiscal, como las propiedades salitreras. Estas circunstancias llevaron al Estado a replantear la estructura de su defensa judicial, culminando en la creación del Consejo de Defensa del Estado en 1895, con el objetivo de asegurar una representación adecuada de los intereses fiscales en el ámbito judicial.
La creación de la Delegación Fiscal de Salitreras y Guaneras en 1889, mediante el decreto supremo del 1 de abril, respondió a la necesidad del Estado chileno de proteger y administrar sus vastas propiedades salitreras y guaneras. Este organismo, dependiente de la Dirección del Tesoro y con sede en Iquique, tenía como misión velar por la conservación, vigilancia y defensa de estos recursos. Entre sus funciones destacaba la intervención en representación del Fisco en mensuras y remensuras de estacamentos salitreros decretadas por la autoridad competente.
A pesar de sus esfuerzos, la Delegación enfrentó desafíos significativos. En su memoria de 1890, el delegado fiscal informó al Ministro de Hacienda sobre el incremento de causas judiciales relacionadas con salitreras en los juzgados de Iquique y Pisagua. Destacó la necesidad de mejorar la eficiencia en la tramitación de estos juicios, sugiriendo que se asignara a un solo receptor en cada departamento todas las diligencias relativas a los asuntos fiscales, remunerándolos según el arancel vigente. Argumentaba que el servicio gratuito prestado por estos funcionarios resultaba desventajoso para el Fisco y que, en las condiciones actuales, los juicios se prolongaban, colocando al Estado en una posición desigual frente a los intereses privados.
A inicios del siglo XX, la representación judicial del Fisco en Chile carecía de una regulación unificada, lo que generaba confusión y dificultades en la defensa de los intereses estatales. La Ley N° 1.552, promulgada el 28 de agosto de 1902, que aprobó el Código de Procedimiento Civil vigente en ese entonces, estableció en su artículo 5° que la representación del Fisco en juicio correspondería a las personas que la ejercían en ese momento. Además, otorgaba al Director del Tesoro la facultad de asumir dicha representación directamente o mediante un mandatario, cesando en tales casos la representación de cualquier otro funcionario. Esta disposición, lejos de unificar o clarificar la defensa fiscal, perpetuó la confusión existente.
Las dificultades se agravaron debido a las limitaciones económicas derivadas de la disminución en la exportación de salitre y las deficiencias administrativas, especialmente en el norte del país, donde la escasez de funcionarios públicos era notoria. A pesar de las facultades otorgadas al Delegado Fiscal de Salitreras y Guaneras para contratar agentes judiciales, la creciente cantidad de juicios relacionados con mensuras de salitreras superaba la capacidad de los pocos abogados disponibles. Por ejemplo, en 1904, se registraban 201 causas en tramitación en diversas localidades del norte, como Iquique, Pisagua, Tocopilla, Antofagasta y Taltal.
Esta situación evidenció la desventaja del Estado frente a particulares que contaban con abogados influyentes y experimentados en litigios sobre propiedades salitreras o ferrocarriles. En respuesta, se promovió la Ley N° 1.815, de 7 de febrero de 1906, que obligaba a quienes poseían títulos sobre pertenencias salitrales en terrenos fiscales o municipales a demandar al Fisco dentro de un plazo determinado, bajo pena de prescripción de sus derechos. Además, se establecieron privilegios procesales a favor del Fisco, como la radicación de la competencia en los jueces letrados en lo civil de Santiago para conocer estas demandas, con el objetivo de centralizar y fortalecer la defensa judicial del Estado.
A pesar de estas reformas, las deficiencias en la defensa fiscal persistieron, especialmente en el norte del país. Informes de la época señalaban la necesidad de reorganizar la defensa del Fisco, lo que llevó a la dictación del Decreto Ley N° 638, de 17 de octubre de 1925. Este decreto estableció que la defensa del Fisco en todos los juicios y actos no contenciosos estaría a cargo del Consejo de Defensa Fiscal y de los funcionarios que la ley indicaba, sentando las bases para una defensa más estructurada y eficiente de los intereses estatales.
El 2 de enero de 1933, se promulgó el Decreto Ley N° 2, que estableció la Ley Orgánica del Consejo de Defensa Fiscal, transformándolo en un servicio independiente de todos los ministerios y reparticiones del Estado, bajo la supervigilancia directa del Presidente de la República. Esta reestructuración no solo reorganizó la defensa judicial del Fisco, sino que también introdujo privilegios procesales a su favor. Por ejemplo, en los juicios donde el Fisco era demandado, la competencia recaía en los jueces letrados de las ciudades asiento de una Corte de Apelaciones, y se ampliaban los plazos para contestar la demanda considerando la distancia entre Santiago y el lugar de la acción. Estas medidas consolidaron una posición privilegiada para el Fisco en los procesos judiciales, otorgándole un estatus más favorable frente a los particulares.

## Tribunales competentes
Los tribunales competentes en el juicio de hacienda se verifican en el artículo 48 del Código Orgánico de Tribunales. 
Los jueces de letras de comunas asiento de Corte conocerán en primera instancia de las causas de hacienda, cualquiera que sea su cuantía.
No obstante lo dispuesto en el inciso anterior, en los juicios en que el Fisco obre como demandante, podrá éste ocurrir a los tribunales allí indicados o al del domicilio del demandado, cualquiera que sea la naturaleza de la acción deducida.
Las mismas reglas se aplicarán a los asuntos no contenciosos en que el Fisco tenga interés.
Código Orgánico de Tribunales
Artículo 48
Este artículo establece que los jueces de letras de comunas asiento de Corte son los encargados de conocer en primera instancia de las causas de hacienda, sin importar la cuantía del litigio. Esto significa que, aunque el monto en disputa sea alto, el juicio no se remite a tribunales de mayor jerarquía, sino que se resuelve inicialmente en estos juzgados. Con respecto a los tribunales de segunda instancia, los juicios de hacienda serán conocidos por la Corte de Apelaciones.
Una excepción importante ocurre cuando el Fisco actúa como demandante. En estos casos, tiene la opción de presentar su demanda ante los tribunales de la comuna asiento de Corte o ante el tribunal del domicilio del demandado.
Además, el artículo extiende estas reglas a los asuntos no contenciosos en los que el Fisco tenga interés. Es decir, cuando se requiere una resolución judicial sin que haya un conflicto entre partes, como en la regularización de bienes estatales o ciertos trámites administrativos que involucran al Estado.
| Casos                          | Definición | Competencia                                                                                 |
| ------------------------------ | --- | ------------------------------------------------------------------------------------------- |
| Fisco Demandado                | El Fisco es demandado por un particular o entidad. La demanda debe interponerse ante el juez de letras asiento de Corte, sin importar la cuantía     | Privativa o exclusiva: Solo el juez de letras asiento de Corte puede conocer el caso        |
| Fisco Demandante               | El Fisco presenta una demanda y puede optar por hacerlo ante el juez de letras asiento de Corte o ante el juez de letras del domicilio del demandado | Acumulativa o preventiva: El Fisco puede elegir entre dos tribunales competentes.           |
| Fisco en Asunto No Contencioso | El Fisco interviene en un asunto donde no hay conflicto judicial, aplicándose las mismas reglas anteriores según corresponda                         | Depende de si el Fisco actúa como demandante o demandado; se aplican las reglas respectivas |

## Representación judicial del Fisco

### Representación
Se necesita distinguir dos clases de representación:

En los Juicios de Hacienda, la representación del fisco corresponde al Presidente del Consejo de Defensa del Estado

1. Representación amplia: su representación judicial pertenece primeramente al Presidente del Consejo de Defensa del Estado. Por otro lado, la representación judicial amplia también les corresponde a los abogados procuradores fiscales dentro de los territorios respectivos en que actúan, esto es, el que corresponde a la Corte de Apelaciones o según el lugar que hayan sido asignados.
2. Representación especial: esta representación surge a partir de leyes especiales que la consagran para determinados servicios públicos.

En cuanto al Mandato Judicial, el artículo 42 del Decreto con Fuerza de Ley N° 1, promulgado el 7 de agosto de 1993 por el Ministerio de Hacienda, establece que el patrocinio y poder que confieran el presidente del Consejo de Defensa del Estado y los abogados procuradores fiscales no requieren de su concurrencia personal. Para la correspondiente autorización, basta con la exhibición de la credencial que acredite la calidad e identidad de la persona a quien se le confiere.

### Defensa judicial del Fisco
El Consejo de Defensa del Estado (CDE) es un organismo público descentralizado, con personalidad jurídica propia, que se encuentra bajo la supervigilancia del Presidente de la República. Sin embargo, opera de manera independiente de los Ministerios, lo que le otorga autonomía en sus funciones.
Su principal misión es la defensa judicial de los intereses del Estado, asumiendo la representación del Fisco en todos los juicios y actos contenciosos de cualquier naturaleza. Esto significa que el CDE actúa en tribunales para proteger el patrimonio y los derechos del Estado en litigios legales.
El órgano máximo del CDE es el Consejo, integrado por 12 abogados designados por el presidente de la República, quienes pueden ser personas ajenas a la institución. Estos consejeros cesan en su cargo al cumplir 75 años de edad y solo pueden ser removidos por el presidente de la República con acuerdo del Senado.
A la cabeza del Consejo se encuentra su Presidente, quien es designado por el presidente de la República entre los consejeros y ejerce el cargo por un período de tres años. Este tiene la responsabilidad de representar judicialmente al Fisco en todos los procesos y asuntos que se ventilan ante los tribunales, sin importar su naturaleza.
En cada ciudad donde exista una Corte de Apelaciones, el CDE cuenta con un Abogado Procurador Fiscal, designado por el presidente del Consejo. Estos abogados tienen las mismas atribuciones que el presidente en la representación judicial del Fisco y permanecen en el cargo mientras cuenten con la confianza del Consejo.

## Tramitación

### Procedimiento
Es un procedimiento de tipo declarativo. Su conocimiento corresponde a los tribunales ordinarios y se substanciará siempre por escrito, con arreglo a los trámites de los juicios de mayor cuantía, según lo dispuesto en el artículo 748 del Código de Procedimiento Civil. 
Los juicios en que tenga interés el Fisco y cuyo conocimiento corresponda a los tribunales ordinarios, se substanciarán siempre por escrito, con arreglo a los trámites establecidos para los juicios del fuero ordinario de mayor cuantía, salvo las modificaciones que en los siguientes artículos se expresan.
Código de Procedimiento Civil
Artículo 748
En consecuencia, la regla general es que los juicios de hacienda se substancien siempre por escrito y con arreglo a los trámites establecidos del fuero ordinario de mayor cuantía. 
Con respecto a las excepciones mencionadas al final del artículo, estas se verifican en relación a las siguientes materias; 
- Supresión de Réplica y Dúplica (749 CPC): siempre que la cuantía del negocio no pase de 500 UTM.
- Audiencia del Ministerio Público (750 CPC): derogado por la ley por el artículo 2º de la Ley Nº 19.806 de 31 de mayo de 2002.[8] Versaba sobre los negocios en que el Ministerio Público no figuraba como parte principal. De ser así, este debía ser oído antes de la prueba y antes de la sentencia definitiva en una y otra instancia. El tribunal le pasará al efecto en vista el proceso.[1]
- Consulta de sentencia definitiva en primera instancia (751 CPC): El Artículo 751 del Código de Procedimiento Civil establece que toda sentencia definitiva dictada en primera instancia en juicios de hacienda, cuando no sea apelada, deberá ser enviada en consulta a la Corte de Apelaciones respectiva, siempre que resulte desfavorable para el interés fiscal. De hecho, la consulta es un trámite de oficio que realiza el tribunal que en este caso sería la Corte de Apelaciones previa notificación de las partes.[1] Se debe verificar cuando se entiende que una sentencia es desfavorable al interés fiscal: 1) Cuando no acoge totalmente la demanda interpuesta por el Fisco 2) Cuando no acoge totalmente la reconvención interpuesta por el Fisco 3) Cuando no desecha totalmente en todas sus partes la demanda deducida contra el Fisco 4) Cuando no desecha en todas sus partes la reconvención pronunciada por el demandado.  Estos cuatro casos se han considerado a la hora de conceptualizar el agravio para interponer el recurso de apelación.

#### Tramitación de la consulta
La tramitación de la consulta en los juicios de hacienda comienza cuando el tribunal de primera instancia dicta la sentencia definitiva. En esta, debe dejar constancia de que, en caso de no presentarse apelación, se procederá con el trámite de consulta, utilizando la frase: “consúltese si no se apelare”. Una vez que la sentencia queda firme sin apelación, el tribunal de primera instancia eleva la causa en consulta al tribunal de segunda instancia, notificando previamente a las partes. Con esta notificación, las partes quedan emplazadas para continuar el proceso ante la Corte de Apelaciones.
Cuando la Corte de Apelaciones recibe los autos, el presidente del tribunal los distribuye mediante sorteo entre las distintas salas. La consulta es revisada en cuenta, lo que significa que se analiza sin necesidad de alegatos, con el único propósito de verificar si la sentencia está ajustada a derecho. De esta revisión pueden derivar dos posibles escenarios: si la Corte considera que la sentencia no presenta errores legales, procede a aprobarla sin más trámite; si, en cambio, encuentra aspectos dudosos en su legalidad, retiene el conocimiento del caso y dicta una resolución señalando los puntos específicos que generan incertidumbre, ordenando que los autos sean traídos en relación.
Cuando la Corte decide traer los autos en relación, la vista de la causa se realiza en la misma sala que retuvo el caso, y se limita estrictamente a los puntos de derecho señalados en la resolución. Este análisis se diferencia de la revisión en cuenta, ya que la causa debe colocarse en tabla para su discusión formal. Además, la Corte mantiene una competencia específica para evaluar la legalidad del fallo y, en ciertos casos, puede ejercer facultades de oficio, como declarar la nulidad absoluta si esta es evidente en el acto o contrato.
| Etapa                                | Descripción |
| ------------------------------------ | --- |
| Inicio del trámite                   | - La consulta comienza cuando el tribunal de primera instancia dicta la sentencia definitiva. - Debe incluir la frase: “consúltese si no se apelare”. - Si no hay apelación, el tribunal eleva la causa en consulta al tribunal de segunda instancia, notificando previamente a las partes. |
| Recepción en la Corte de Apelaciones | - La Corte de Apelaciones recibe los autos y el presidente del tribunal los distribuye por sorteo entre las salas. - La consulta se revisa en cuenta, sin necesidad de alegatos, solo para verificar la legalidad de la sentencia.                                                          |
| Decisión de la Corte                 | - Si la sentencia no tiene errores legales, la Corte la aprueba sin más trámite. - Si hay dudas sobre la legalidad, la Corte ordena traer los autos en relación y señala los puntos específicos que generan incertidumbre.                                                                  |
| Vista de la Causa                    | - Si la Corte decide traer los autos en relación, la causa se coloca en tabla para su discusión formal. - Se limita estrictamente a los puntos de derecho señalados en la resolución. - La Corte puede declarar la nulidad absoluta si es evidente en el acto o contrato.                   |

#### Sentencia
El cumplimiento de las sentencias condenatorias dictadas contra el Fisco en juicios de hacienda se rige por el Artículo 752 del Código de Procedimiento Civil, estableciendo un procedimiento especial para garantizar el pago de las obligaciones impuestas al Estado. La regla fundamental es que toda sentencia firme que condene al Fisco a una prestación debe cumplirse en un plazo de 60 días contados desde la recepción del oficio del tribunal dirigido al Ministerio respectivo, mediante la dictación del correspondiente decreto.
El cumplimiento de estas sentencias solo procede cuando están ejecutoriadas, es decir, cuando han adquirido firmeza. El proceso comienza con la emisión de un certificado de ejecutoriedad de la sentencia, el cual acredita que la resolución ya no admite recursos y debe cumplirse. Luego, el tribunal envía oficios al ministerio correspondiente, adjuntando copias autorizadas de las sentencias de primera y segunda instancia, con la certificación de su ejecutoriedad. Según el profesor Maturana, aunque el Código no lo menciona expresamente, también deberían remitirse las sentencias dictadas por la Corte Suprema en casación. Este trámite debe ser solicitado por la parte interesada, ya que en el procedimiento civil rige el impulso procesal de parte.
Además del oficio al Ministerio, se envía una copia al Consejo de Defensa del Estado (CDE), el cual debe emitir un informe en un plazo de 30 días desde la recepción del oficio. Este informe, que solo puede ser firmado por el presidente del CDE, debe indicar el nombre de la persona o personas a quienes se debe realizar el pago. La fecha de recepción del informe se acredita mediante un certificado del Ministro de Fe si se entrega en la oficina de partes del Ministerio, o mediante el cómputo de tres días si fue enviado por carta certificada.
Posteriormente, el Ministerio respectivo dicta el decreto que ordena el pago, dentro del plazo de 60 días. Este decreto debe considerar los reajustes e intereses determinados en la sentencia y los que se generen hasta la fecha de pago. Si la sentencia no menciona explícitamente reajustes e intereses y el pago no se realiza dentro del plazo, el monto se reajustará conforme a la variación del Índice de Precios al Consumidor (IPC) entre el mes anterior a la ejecutoria de la sentencia y el mes anterior al pago efectivo.
Finalmente, el pago se realiza a través de la Tesorería General de la República, que se encarga de efectuar la entrega del monto correspondiente, cumpliendo así con la sentencia condenatoria impuesta al Fisco.
| Instancia         | Tribunal competente | Procedimiento | Objeto del procedimiento | Sentencia | Cumplimiento |
| ----------------- | --- | --- | --- | --- | --- |
| Primera instancia | Fisco demandado: juzgado de letras asiento de corte Fisco demandante: juzgado de letras asiento de corte o el juzgado de domicilio del demandado | Juicio del fuero ordinario de mayor cuantía, salvo las excepciones de - Omisión de réplica y dúplica, y que la cuantía no exceda de 500 UTM - Consulta de la sentencia definitiva | Garantizar que el Fisco tenga un proceso judicial adecuado                                                                                             | Toda sentencia definitiva de primera instancia que sea desfavorable al interés fiscal y que no sea apelada debe ser elevada en consulta a la Corte de Apelaciones respectiva, previa notificación a las partes (751) | Toda sentencia que condene al Fisco a cualquier prestación deberá cumplirse dentro de los 60 días siguientes a la fecha de recepción del oficio respectivo, mediante decreto expedido a través del Ministerio correspondiente |
| Segunda instancia | Recibidos los antecedentes, la Corte de Apelaciones revisa la sentencia en cuenta                                                                | | Asegurar la revisión de sentencias que afectan al Fisco para garantizar la correcta aplicación del derecho y la protección de los intereses del Estado | Si la Corte de Apelaciones encuentra problemas en la sentencia, puede ordenar la vista de la causa | |

## Jurisprudencia
La jurisprudencia sobre juicios de hacienda se pueden encontrar en las archivos del Consejo de Defensa del Estado. 
1. Caso de Cobro de Pesos contra Cristian Carlos (2019):
En este juicio de hacienda, el Fisco de Chile, representado por el Consejo de Defensa del Estado (CDE), interpuso una demanda de cobro de pesos contra Cristian Carlos Castro García. El proceso se tramitó bajo el Rol C-29438-2019.
2. Caso de Indemnización de Perjuicios presentado por Miguel Óscar Retamal Maureira (2020):
Miguel Óscar Retamal Maureira, a través de su apoderado, presentó una acción de indemnización de perjuicios en contra del Fisco de Chile. Este juicio de hacienda se tramitó bajo el Rol C-7305-2020.

## Transacción
El Consejo de Defensa del Estado (CDE) tiene la facultad de acordar transacciones en los procesos en que interviene, pero bajo ciertas condiciones establecidas en su normativa. Esta facultad se ejerce cuando se considera que una transacción es la mejor alternativa para la defensa de los intereses del Estado, evitando litigios prolongados o resultados inciertos.
Para que una transacción sea válida, se requiere el voto favorable de las tres cuartas partes de los miembros en ejercicio del Consejo, garantizando así un alto grado de consenso en la decisión. Además, la resolución debe tomarse en una sesión especialmente convocada para este propósito, asegurando que el tema sea tratado con la debida profundidad y análisis.
Otro requisito fundamental es la fundamentación de la decisión. En el acta de la sesión debe constar claramente cuáles fueron los argumentos y antecedentes considerados para llegar al acuerdo. Esto permite garantizar la transparencia del procedimiento y la rendición de cuentas ante las autoridades y la ciudadanía.
Cuando la transacción involucra intereses de otras entidades, como municipalidades o servicios descentralizados, se requiere el consentimiento de la entidad respectiva. 
En aquellos casos donde la transacción implique una suma superior a 3.000 Unidades Tributarias Mensuales (UTM), el acuerdo debe ser aprobado mediante resolución del Ministerio de Hacienda. 